# 余天
余 天（よ てん、ユー ティエン、1948年〈民国37年〉3月1日 - ）は、中華民国（台湾）の歌手、俳優、司会者、政治家。民主進歩党所属の元立法委員。本名は余清源。

## 経歴
新竹市出身。5男1女の6人兄弟の長男である。学生時代は陸上競技の選手としても活躍していたが、1964年に歌手としてデビューした。歌手として有名な曲は「北国の春」のカバーである「榕樹下」（ガジュマルの木の下）である。
2005年には台湾文化演芸推展協会理事長、2006年から2013年までは全国芸能総工会（労働組合）理事長を務めた。
2008年の第7回立法委員選挙で台北県第三選挙区から立候補し、初当選した。
2012年の第8回立法委員選挙では民主進歩党の全国不分区及び僑居国外国民から名簿順位14位として出馬した。游錫堃、蘇貞昌、謝長廷ら大物政治家よりも順位が高いが、民主進歩党は比例区で13議席しか獲得できなかったため、落選した。
2016年5月22日、民主進歩党新北市党部の主任委員に選出された。同年8月24日に歌手としての引退コンサートを同年末に開催すると発表した。
2018年12月26日、収賄罪により高志鵬が失職したことに伴い、翌年3月16日に行われた新北市第三選挙区の補欠選挙で中国国民党の対立候補を破り、立法委員に復帰した。2020年1月の第10回立法委員選挙で再選された。
2024年の第11回立法委員選挙では再選を断念し、同選挙区から出馬する李坤城を支援した。同年1月31日の任期満了をもって立法委員を退任した。

## 選挙記録
| 年度 | 選挙                  | 選挙区                           | 所属政党   | 得票数    | 得票率 | 当選 | 注釈 |
| ---- | --------------------- | -------------------------------- | ---------- | --------- | ------ | ---- | ---- |
| 2008 | 第7回立法委員選挙     | 台北県第三選挙区                 | 民主進歩党 | 75,212    | 49.52% |      |      |
| 2012 | 第8回立法委員選挙     | 全国不分区及び僑居国外国民選挙区 | 民主進歩党 | 4,556,424 | 34.62% |      |      |
| 2019 | 第9回立法委員補欠選挙 | 新北市第三選挙区                 | 民主進歩党 | 56,888    | 52.04% |      |      |
| 2020 | 第10回立法委員選挙    | 新北市第三選挙区                 | 民主進歩党 | 90,022    | 45.77% |      |      |

## 家族
妻の李亜萍は歌手、女優、司会者で、1978年に結婚し、1男2女をもうけた。長女の余筱萍はタレントで、2018年に民主進歩党の候補として台北市議選に出馬しようとしたが、党内の予備選挙で敗れた。長男の余祥銓もタレントとして活動しており、過去に余天の立法委員補佐官を務めたこともある。
弟の1人は元子役の紀宝如と結婚したが、1992年に発生した台北神話世界KTVの放火事件で亡くなった。もう1人の弟は中国でヘロイン30キログラムを密輸した罪で死刑を宣告され、2006年11月16日に廈門で銃殺刑に処された。末弟の余帝も元歌手で、2014年に中国国民党の党員として新竹市議選に出馬したが、後に国民党を離れ、2019年3月10日に民主進歩党に入党した。
2022年8月21日、大腸癌を患っていた次女の余苑綺が39歳で亡くなった。同年8月29日、台北市内で告別式が行われ、基隆市の擁恆文創園区に埋葬された。

## 芸能活動

### テレビ番組
- 台視：綜藝兵團（1980）
- 中視：天天星期天（1986）
- 華視：台灣開心秀（2005）、天生王牌（2017）、黃金年代（2018～2019）
- 八大第一台：台灣演歌秀（1999～2004）、台灣的歌（2004）
- 民視：豬哥會社（2012）、三星報囍（2013）、王牌雙響炮（2016）

### 出演

#### テレビドラマ
- 碎心戀 - 白小斌 役（1971、台視）
- 今夜作夢也會笑 - 陳桑 役（1995、中視）
- 好美麗診所 - 院長 役（2005、東森綜合台）[6]

#### 映画
- 天字第一號第3集金雞心（1965）
- 天涯俠侶（1966）
- 搖錢樹（1966）
- 天馬霜衣（1966）
- 天字第一號4:假鴛鴦（1966）
- 西貢無戰事（1967） - 林杰民 役
- 神秘女郎白如霜（1973）
- 風鈴,風鈴（1977）
- 星語（1979）
- 英雄與狗熊（1988）
- 孩子王（1989） - 隊長 役
- 阿呆（1992） - 林董 役
- 阿爸（2011） - 余天 役[27]

### 音楽

#### アルバム
- 羅馬離情（1966）
- 寒月依舊情不斷（1967）
- 虹彩妹妹（1968）
- 黯淡的月（1968）
- 愛情（1968）
- 我不是007（1968）
- 永遠永遠是你的（1969）
- 浪子情深（1969）
- 幾時再回頭（1970）
- 告訴你愛的時候（1971）
- 山南山北走一回（1971）
- 含淚的微笑（1971）
- 給我溫情吧 ! 愛人（1972）
- 我需要安慰（1973）
- 我把愛情收回來（1973）
- 讓回憶隨風飄（1973）
- 抓不住妳的心（1974）
- 我倆多美好（1974）
- 真心的呼喚（1975）
- 究竟是為了什麼（1975）
- 又是黃昏（1976）
- 碧雲天（1976）
- 汪洋中的一條船（1976）
- 歌壇金曲集（1977）
- 秋風吹來一片情（1977）
- 一曲等知音（1977）
- 一個陌生的女孩（1977）
- 望著山望著海（1977）
- 金曲之歌（1978）
- 午夜夢迴時（1978）
- 愛有明天（1978）
- 舞臺（1979）
- 榕樹下（1979）
- 新娘與新郎（1979）
- 三聲無奈（1979）
- 為什麼（1980）
- 濛濛春雨（1980）
- 又是黃昏（1980）
- 又見聖誕紅（1981）
- 藏在幸福裡（1981）
- 母親您在何方（1981）
- 馬車夫之戀（1981）
- 鷹的誓言（1981）
- 又見阿郎（1982）
- 回來安平港（1982）
- 一曲相思唱不完（1983）
- 誰人是英雄（1983）
- 也許‧也許（1984）
- 男性純情夢（1984）
- 串串回憶（1985）
- 兩撇男子漢（1985）
- 遊子情（1986）
- 不敢把淚流（1987）
- 攜手（1988）
- 回鄉的我（1990）
- 離鄉之歌（1991）
- 為什麼離開我（1993）
- 九月九的酒（1996）
- 天生多情（台湾語、2000）
- 天生多情（北京語、2000）
- 蝴蝶‧流浪兒（2003）
- 男人青春夢（2003）
- 台灣有愛（2011）
- 你的人生（2013）